# Rhagoletis completa
Espèce
Rhagoletis completa (la mouche du brou du noyer) est une espèce d'insectes diptères de la famille des Tephritidae, originaires d'Amérique du Nord.
Cet insecte, dont les femelles pondent leurs œufs dans le brou dans lequel les larves poursuivent leur cycle de développement complet, provoque des dégâts qui affectent la qualité commerciale des noix. Les hôtes sont les différentes espèces de noyers (Juglans spp.). Il est à ce titre considéré comme un ravageur.
Indigène d'Amérique du Nord, l'espèce été signalée dans certaines régions d'Italie dès 1991. Elle a été découverte en France (Rhône-Alpes) en 2007. Elle est classée, ainsi que l'espèce proche Rhagoletis suavis, comme organisme de quarantaine par l'Organisation européenne et méditerranéenne pour la protection des plantes (OEPP), ce qui rend obligatoire la lutte dans toute la zone de l'OEPP. En France, cette lutte est organisée dans les régions nucicoles dans le cadre d'un arrêté ministériel du 5 juin 2009.
L'obligation de lutte de la mouche Rhagoletis completa a été suspendue à la fin de l'année 2013.

## Synonyme
- Rhagoletis suavis ssp. completa Cresson, 1929